# Tilesia frontalis
Tilesia frontalis là một loài ruồi trong họ Tachinidae.